# XVIII Airborne Corps (United States Army)
Il XVIII Airborne Corps (United States Army)  è un corpo d'armata dell'Esercito degli Stati Uniti. Il suo quartier generale è situato presso Fort Liberty, nella Carolina del Nord.

## Organizzazione
Al dicembre 2018 il corpo controlla le seguenti unità:
- 3rd Infantry Division, Fort Stewart, Georgia
  - 1st Armored Brigade Combat Team
  - 2nd Armored Brigade Combat Team
  - 48th Infantry Brigade Combat Team, Georgia Army National Guard
  - Combat Aviation Brigade, 3rd Infantry Division
  - Sustainment Brigade, 3rd Infantry Division
- 10th Mountain Division, Fort Drum, New York
  - 1st Infantry Brigade Combat Team
  - 2nd Infantry Brigade Combat Team
  - 86th Infantry Brigade Combat Team (Mountain), Vermont Army National Guard
  - Combat Aviation Brigade, 10th Mountain Division
  - Sustainment Brigade, 10th Mountain Division
- 82nd Airborne Division, Fort Liberty, Carolina del Nord
  - 1st Infantry Brigade Combat Team
  - 2nd Infantry Brigade Combat Team
  - 3rd Infantry Brigade Combat Team
  - Combat Aviation Brigade, 82nd Airborne Division
  - Sustainment Brigade, 82nd Airborne Division
- 101st Airborne Division (Air Assault), Fort Campbell, Kentucky
  - 1st Infantry Brigade Combat Team
  - 2nd Infantry Brigade Combat Team
  - 3rd Infantry Brigade Combat Team
  - Combat Aviation Brigade, 101st Airborne Division
  - Sustainment Brigade, 101st Airborne Division
- 1st Security Force Assistance Brigade
- 2nd Security Force Assistance Brigade
- 3rd Expeditionary Sustainment Command, Fort Liberty, Carolina del Nord
  -  330th Transportation Battalion (Movement Control)
  -  264th Combat Sustainment Support Battalion
- 7th Transportation Brigade (Expeditionary), Joint Base Langley-Eustis, Virginia
  -  53rd Transportation Battalion (Movement Control)
  -  10th Transportation Battalion (Terminal)
    -  Headquarters & Headquarters Detachment
    -  73rd Transportation Company (Floating Craft) - Equipaggiato con 3 rimorchiatori
    -  97th Transportation Company (Heay Boat) - Equipaggiato con 7 LCU 2000
    -  149th Transportation Company (Seaport Operations)
    -  335th Transportation Detachment - Equipaggiato con LSV-1 General Frank S.Besson
    -  359th Transportation Company (Inland Cargo Transfer)
    -  492nd Transportation Detachment (Harbormaster Operations)
    -  558th Transportation Company (Watercraft Field Maintenance)
    -  1099th Transportation Detachment - Equipaggiato con LSV-4 Lt.Gen. William B.Bunker

  -  11th Transportation Battalion (Terminal)
    -  Headquarters & Headquarters Detachment - Fort Story, Virginia
    -  1098th Transportation Detachment (Medium Boat) - Equipaggiata con 8 LCM-8
    -  119th Transportation Company (Inland Cargo Transfer)
    -  331st Transportation Company (Modular Causeway)
    -  368th Transportation Company (Seaport Operations)
    -  98th Transportation Detachment
    -  276th Transportation Detachment (Automated Cargo Documentation)
    -  393rd Transportation Detachment (Harbormaster Operations)
- 16th Military Police Brigade, Fort LIberty, Carolina del Nord
  - Headquarters & Headquarters Company - Fort Liberty, Carolina del Nord
  - 503rd Military Police Battalion (Airborne) - Fort Liberty, Carolina del Nord
  - 91st Military Police Battalion - Fort Drum,  New York
  - 385th Military Police Battalion - Fort Stewart, Georgia
  - 519th Military Police Battalion - Fort Polk, Louisiana
  - 716th Military Police Battalion - Fort Campbell, Kentucky
  - 83rd Civil Affairs Battalion
- 18th Field Artillery Brigade, Fort Liberty, Carolina del Nord
  -  Headquarters & Headquarters Battery
  -  3rd Battalion, 321st Field Artillery Regiment (HIMARS)
  -  3rd Battalion, 27th Field Artillery Regiment (HIMARS)
  -  188th Brigade Support Battalion
  -  206th Signal Company
- 20th Engineer Brigade
  - Headquarters & Headquarters Company, Fort Liberty, Carolina del Nord
  - 19th Engineer Battalion (Construction Effects), Fort Knox, Kentucky
  -  27th Engineer Battalion, Fort Liberty, Carolina del Nord
  -  46th Engineer Battalion, Fort Polk, Louisiana
  -  92nd Engineer Battalion, Fort Stewart, Georgia
- 35th Corps Signal Brigade
  - Headquarters & Headquarters Company, Fort Liberty, Carolina del Nord
  -  50th Expeditionary Signal Battalion-Enhanced, Fort Liberty, Carolina del Nord
  -  63rd Expeditionary Signal Battalion-Enhanced, Fort Stewart, Georgia
  -  518th Signal Company TIN-E, Fort Gordon, Georgia
- 44th Medical Command, Fort Liberty, Carolina del Nord
- 525th Expeditionary Military Intelligence Brigade, Fort Liberty, Carolina del Nord
- Air Assault School
- Combatives School
- NCO Academy